# Обертиллиах
Обертиллиах (нем. Obertilliach) — коммуна в Австрии, в федеральной земле Тироль.
Входит в состав округа Лиенц.  Площадь коммуны составляет 65,05 км², население — 656 человек (1 января 2021), плотность населения — 10 чел./км². Официальный код  —  70 721.

## Население
| Год  | Численность |
| ---- | ----------- |
| 1869 | 803         |
| 1889 | 768         |
| 1890 | 728         |
| 1900 | 709         |
| 1910 | 639         |
| 1923 | 595         |
| 1934 | 682         |
| 1939 | 676         |
| 1951 | 759         |
| 1961 | 807         |
| 1971 | 822         |
| 1981 | 824         |
| 1991 | 783         |
| 2001 | 796         |
| 2011 | 707         |
| 2021 | 656         |

## Политическая ситуация
Бургомистр коммуны — Маттиас Шерер (АНП) по результатам выборов 2010 года.
Совет представителей коммуны (нем. Gemeinderat) состоит из 11 мест.
- местный блок: 11 мест.

## Спортивные соревнования
Городок принимает у себя этап кубка IBU по биатлону. В январе 2013 года здесь проходил чемпионат мира по биатлону среди юниоров.